# Colleen Hoover
Colleen Hoover (Sulphur Springs, Texas, 11 de diciembre de 1979) es una escritora estadounidense de gran éxito comercial, que ha vendido más de veinte millones de libros, centrados en los géneros de la novela romántica y la literatura juvenil.

## Biografía
Creció en Saltillo, Texas, y se graduó de Saltillo High School en 1998. Continuó sus estudios en Texas A&M University-Commerce donde cursó la carrera de trabajo social. En el 2000, se casó con Heath Hoover, con quien tiene tres hijos. 
Empezó a escribir con cinco años pero no fue hasta el año 2012 que publicó su primera novela, Amor en verso, que en poco tiempo consiguió estar en el New York Times best-seller list. Ese episodio fue el inicio que le potenció a ejercer 
cida en el año 2014 como la autora número uno en el New York Times con su libro, Maybe Someday, novela que contiene una banda sonora que fue realizada con la colaboración del compositor Griffin Peterson. Gracias a ello, se crearon muchas reseñas hablando de sus obras e incluso llegando a recibir puntuaciones de grandes plataformas.
Hoy en día, se han publicado en castellano libros como, Slammed (Amor en verso), Hopeless (Hopeless, Tocando el cielo), Maybe Someday (Tal vez mañana), Never, Never (Nunca, nunca), Verity (Verity, La sombra de un engaño), It Ends With Us (Romper el Círculo) y, finalmente en 2023, It Starts With Us (Volver a empezar). Actualmente cuenta con una serie de televisión adaptada, Confess, y se espera que próximamente vayan a la gran pantalla algunas de sus novelas. Ese era el caso de Ugly Love pero, para disgusto de sus fans, el proyecto no prosperó.

## Publicaciones
- Amor en verso - Slammed (2012)
- Point of Retreat, segundo libro de Amor en verso (2012)
- This Girl, tercer libro de la serie Amor en Verso (2013)
- Father's Kiss, historia corta de la serie Amor en Verso (2014)
- Tocando el cielo (Hopeless)  (2012)
- Losing Hope, segundo libro Hopeless (2013)
- Finding Cinderella, historia corta de Hopeless (2013) que se realizó sin ningún fin de lucro como agradecimiento al público. Posteriormente, ese hecho cambió y se empezó a conseguir ganancias de la publicación.
- Tal vez mañana (2014)
- Maybe Not (2014), novela realizada desde la perspectiva de los personajes secundarios de Tal vez mañana, Bridgette y Warren, y su historia entre ellos.
- Ugly Love (2014)
- Nunca, nunca (Never, Never) (2015) trilogía realizada con la colaboración de Tarryn Fisher.
- Confess (2015)
- November 9 (2015)
- Too Late (2016)
- Romper el círculo (It Ends With Us) (2016)
- Whithout Merit (2017)
- All Your Perfects (2018)
- Maybe Now (2018), secuela de Tal vez mañana.
- Verity. La sombra del engaño (Verity) (2018).
- A pesar de ti (Regretting You) (2019).
- Heart Bones (2020).
- Layla (2020).
- All das Ungesagte zwischen uns (2020).
- Reminders of Him (2022).
- Volver a empezar (It Starts With Us) (2022) continuación de Romper el círculo (It Ends With Us).

## Premios y reconocimientos
| Año  | Premios                | Libros                       | Categorías         | Resultados |
| ---- | ---------------------- | ---------------------------- | ------------------ | ---------- |
| 2012 | Goodreads Choice Award | Amor en verso                | Autor Debutante    | Nominado   |
| 2012 | Goodreads Choice Award | Amor en verso                | Literatura Juvenil | Nominado   |
| 2013 | Goodreads Choice Award | Losing Hope                  | Mejor Romance      | Nominado   |
| 2013 | Goodreads Choice Award | This Girl                    | Mejor Romance      | Nominado   |
| 2014 | Goodreads Choice Award | Tal vez mañana               | Mejor Romance      | Nominado   |
| 2014 | Goodreads Choice Award | Ugly Love                    | Mejor Romance      | Nominado   |
| 2015 | Goodreads Choice Award | Confess                      | Mejor Romance      | Ganado     |
| 2016 | Goodreads Choice Award | It Ends With Us              | Mejor Romance      | Ganado     |
| 2017 | Goodreads Choice Award | Without Merit                | Mejor Romance      | Ganado     |
| 2018 | Goodreads Choice Award | All Your Perfects            | Mejor Romance      | Nominado   |
| 2019 | Goodreads Choice Award | Verity. La sombra del engaño | Mejor Romance      | Nominado   |
| 2020 | Goodreads Choice Award | Regretting You               | Mejor Romance      | Nominado   |